# دربكاو
دربكايو (بالألمانية: Drebkau) هي مدينة و بلدة ألمانية تقع في ألمانيا في Spree-Neiße. يقدر عدد سكانها بـ 6,241 نسمة .

## المدن التوأمة
مدن Czerwieńsk و Gmina Czerwieńsk هي مدن توأمة لـدربكايو.